# Want You Bad
 (août 2014).
Si vous disposez d'ouvrages ou d'articles de référence ou si vous connaissez des sites web de qualité traitant du thème abordé ici, merci de compléter l'article en donnant les références utiles à sa vérifiabilité et en les liant à la section « Notes et références ».
Singles de The Offspring
Original Prankster
(2000) Million Miles Away
(2001)
Want You Bad est considéré comme un des grands succès du célèbre groupe de musique punk: The Offspring. La chanson est également utilisée dans le film American Pie 2.